# Zarinae Sapong
Zarinae Sapong (27 gennaio 1998) è una velocista mariannense.
Ha rappresentato l'arcipelago dell'Oceano Pacifico in occasione di quattro edizioni dei Mondiali sia outdoor che indoor.

## Palmarès
| Anno | Manifestazione       | Sede       | Evento      | Risultato | Prestazione | Note                                     |
| ---- | -------------------- | ---------- | ----------- | --------- | ----------- | ---------------------------------------- |
| 2015 | Mondiali allievi     | Cali       | 100 m piani | Batteria  | 13"62       |                                          |
| 2016 | Mondiali indoor      | Portland   | 60 m piani  | Batteria  | 8"70        |                                          |
| 2016 | Mondiali juniores    | Bydgoszcz  | 100 m piani | Batteria  | 13"36       |                                          |
| 2017 | Mondiali             | Londra     | 100 m piani | Batteria  | 13"29       |                                          |
| 2018 | Mondiali indoor      | Birmingham | 60 m piani  | Batteria  | 8"54        | Miglior prestazione personale            |
| 2019 | Campionati oceaniani | Townsville | 100 m piani | Batteria  | 13"31       |                                          |
| 2019 | Campionati oceaniani | Townsville | 100 m piani | Batteria  | 28"18       |                                          |
| 2019 | Giochi del Pacifico  | Apia       | 100 m piani | Batteria  | 13"02       |                                          |
| 2019 | Giochi del Pacifico  | Apia       | 100 m piani | Batteria  | 27"40       |                                          |
| 2019 | Mondiali             | Doha       | 100 m piani | Batteria  | 13"14       |                                          |
| 2022 | Mondiali             | Eugene     | 100 m piani | Batteria  | 12"98       | Miglior prestazione personale            |
| 2023 | Mondiali             | Budapest   | 100 m piani | Batteria  | 13"04       | Miglior prestazione personale stagionale |
| 2024 | Mondiali indoor      | Glasgow    | 60 m piani  | Batteria  | 8"33        | Miglior prestazione personale            |

## Altre competizioni internazionali
2014
- ai Giochi micronesiani ( Palikir), 4×100 m - 53"87

2016
- 2x e 1x ai Campionati micronesiani ( Kolonia), 100 m; 200 m e 400 m